# Kazimierz M. Słomczyński
Kazimierz Maciej Słomczyński (ur. 10 maja 1943) – polski socjolog, emerytowany profesor Wydziału Socjologii Ohio State University (OSU), Columbus, Ohio (USA), profesor w Polskiej Akademii Nauk, dyrektor Cross-National Studies: Interdisciplinary Research and Training Program (CONSIRT) – programu ustanowionego przez OSU i PAN, kierownik Zespołu Porównawczych Analiz Nierówności Społecznych w Instytucie Filozofii i Socjologii PAN. Od 2020 r. członek Komitetu Socjologii PAN. Był kierownikiem Zakładu Metodologii Socjologii w Instytucie Socjologii Uniwersytetu Zielonogórskiego. Bratanek pisarza Macieja Słomczyńskiego.

## Zainteresowania i dokonania
Zajmuje się badaniem struktury i ruchliwości społecznej, analizami porównawczymi nierówności społecznych oraz relacjami między strukturą społeczną a psychologicznym funkcjonowaniem człowieka. Jest kierownikiem projektu POLPAN – Polski Survey Panelowy  – programu badań podłużnych, poświęconych szeroko rozumianej tematyce zatrudnienia i nierówności społecznych,  realizowanym w Instytucie Filozofii i Socjologii PAN od 1987/88 r. Autor i kierownik projektów poświęconych harmonizacji danych sondażowych z międzynarodowych projektów badawczych.  
Laureat licznych nagród naukowych, m.in. Nagrody im. Stanisława Ossowskiego (za książkę Zróżnicowanie społeczno-zawodowe i jego korelaty, 1974), Nagrody Stefana Nowaka (1999), wyróżnienia Amerykańskiego Towarzystwa Socjologicznego (1984), oraz nagrody Jon Huber (2010). Członek Academia Europaea.
Wraz z żoną, Jerzyną Słomczyńską – pod pseudonimem Jocelyn and Kester Brent – napisał dwie powieści kryminalne (Przeciw sobie samym i Na oczach wszystkich) i widowisko telewizyjne (Maximatic). Jedna z ich wspólnych książek ukazała się w języku angielskim: Mock My Destruction (2005). 

## Tytuły i stopnie naukowe
Kazimierz M. Słomczyński uzyskał następujące tytuły i stopnie naukowe:
- magistra: Uniwersytet Łódzki (Wydz. Ekonomiczno-Społeczny) – Socjologia, 1965
- doktora: Uniwersytet Warszawski (Wydz. Filozofii i Socjologii) – Socjologia, 1971
- doktora hab.: Uniwersytet Warszawski (Wydz. Filozofii i Socjologii) – Socjologia, 1981
- profesora: Ohio State University (Wydz. Socjologii) – Socjologia, 1989
- profesora (belwederskiego) – 1995

## Autorstwo, współautorstwo, redakcja książek
- Tomescu-Dubrow, Irina, Joshua Kjerulf Dubrow, Anna Kiersztyn, Katarzyna Andrejuk, Marta Kolczynska, and Kazimierz M. Slomczynski. 2019. The Subjective Experience of Joblessness in Poland. Cham, Switzerland: Springer Nature Switzerland AG. DOI: 10.1007/978-3-030-13647-5
- Tomescu-Dubrow, Irina, Kazimierz M. Słomczyński, Henryk Domański, Joshua Kjerulf Dubrow, Zbigniew Sawiński, Dariusz Przybysz. 2018. Dynamics of Class and Stratification in Poland. Budapest, Hungary: Central European University Press.
- Kiersztyn, Anna, Danuta Życzyńska-Ciołek, Kazimierz M. Słomczyński (red.). 2017. Rozwarstwienie społeczne: zasoby, szanse i bariery. Polskie Badanie Panelowe POLPAN 1998–2013. Warszawa: Wydawnictwo IFiS PAN.
- Wesołowski, Włodzimierz, Krystyna Janicka, Kazimierz M. Słomczyński (red.). 2017. Strukturalizacja społeczeństwa polskiego: Ewolucja paradygmatu. Warszawa: Wydawnictwo IFiS PAN.
- Slomczynski, Kazimierz M. and Irina Tomescu-Dubrow, with Danuta Życzyńska-Ciołek and Ilona Wysmułek, eds. 2016. Dynamics of Social Structure: Poland’s Transformative Years, 1988–2013. Warsaw, Poland: IFiS Publishers.
- Slomczynski, Kazimierz M. and Ilona Wysmułek, eds. 2016. Social Inequality and the Life Course: Poland’s Transformative Years, 1988–2013. Warsaw, Poland: IFiS Publishers.
- Wesołowski, Włodzimierz, Kazimierz M. Słomczyński, Joshua Kjerulf Dubrow (red.). 2010. National and European? Polish Political Elite in Comparative Perspective. Warsaw: IFiS Publishers. Późniejsza wersja w jęz. pol.: Wesołowski, Włodzimierz and Kazimierz M. Słomczyński (red.). 2012. Tożsamość, Zaufanie, Integracja: Polska i Europa. Warszawa: Wydawnictwo IFiS PAN.
- Domański, Henryk, Zbigniew Sawiński, Kazimierz M. Słomczyński. 2009. Sociological Tools Measuring Occupations: New Classification and Scales. Warszawa: IFiS Publishers.  Wcześniejsze wyd. polskie (2007)
- Kazimierz M. Słomczyński (red.). 2007. Kariera i sukces. Analizy socjologiczne. Zielona Gόra: Wydawnictwo Uniwersytetu Zielonogόrskiego.
- Kazimierz M. Słomczyński, Sandra L. Marquart-Pyatt (red.). 2007. Continuity and Change in Social Life. Structural and Psychological Adjustment in Poland. Warsaw: IFiS Publishers.
- Słomczyński, Kazimierz M. (red.). 2002. Social Structure: Changes and Linkages – The Advanced Phase of the Post-Communist Transition in Poland. Warsaw: IFiS Publishers.
- Słomczyński, Kazimierz M. (red.). 2000. Social Patterns of Being Political – The Initial Phase of the Post-Communist Transition in Poland. Warsaw: IFiS Publishers.
- Słomczyński, Kazimierz M., Krystyna Janicka, Bogdan W. Mach, Wojciech Zaborowski. 1999. Mental Adjustment to the Post-Communist System in Poland. Warsaw: IFiS Publishers.
- Kohn, Melvin L., Kazimierz M. Słomczyński, przy współpracy Carrie Schoenbach. 1990. Social Structure and Self-Direction: A Comparative Analysis of the United States and Poland. London: Basil Blackwell. Późniejsze wydania: 1993, 2006
- Słomczyński, Kazimierz M. 1989. Social Structure and Mobility: Poland, Japan, and the United States: Methodological Studies. Warsaw: Institute of Philosophy and Sociology, Polish Academy of Sciences.
- Słomczyński, Kazimierz M., Ireneusz Białecki, Henryk Domański, Krystyna Janicka, Bogdan Mach, Zbigniew Sawiński, Joanna Sikorska, Wojciech Zaborowski. 1989. Struktura społeczna: schemat teoretyczny i warsztat badawczy. Warszawa: IFiS PAN.
- Słomczyński, Kazimierz M. 1983. Pozycja zawodowa i jej związki z wykształceniem. Warszawa: Instytut Filozofii i Socjologii, Polska Akademia Nauk.
- Wesołowski, Włodzimierz and Kazimierz M. Słomczyński. 1977. Investigations on Class Structure and Social Stratification in Poland, 1945-1975. Warsaw: Institute of Philosophy and Sociology, Polish Academy of Sciences.  Tłum. wł. (1997), tłum. jap. (1977).
- Słomczyński, Kazimierz M. 1972. Zróżnicowanie społeczno-zawodowe i jego korelaty. Wrocław: Ossolineum.